# Ricardo Núñez (jurista)
Ricardo C. Núñez (Córdoba, 7 de agosto de 1908 - 15 de mayo de 1997) fue un abogado especialista en derecho penal, profesor universitario, escritor de la materia, y juez argentino. Es considerado uno de los más destacados juristas de Sudamérica.

## Biografía
Fue secretario del Tribunal Superior de Justicia de Córdoba entre 1940 y 1947 cuando renunció por la intervención nacional de la provincia. Regresó a la Sala como juez en 1958 pero renunció nuevamente por la intervención militar de la provincia y ya alejado de la función pública creó el Instituto de Derecho Penal de la UNC.
En 1976 las autoridades del Proceso de Reorganización Nacional le ofrecieron la integración a la Corte Suprema de Justicia pero lo rechazó por motivos democráticos. Años más tarde, pidió disculpas públicamente por haber aceptado el cargo y ejercer como juez durante el gobierno militar de la Revolución Libertadora.
Ejerció la abogacía, la docencia en la UNC y en la Universidad Nacional de La Plata, en los años en que no ocupó funciones públicas. En 1983 con el retorno de la democracia fue considerado para ser nombrado presidente de la CSJN, pero en su lugar se le ofreció el cargo a Ítalo Luder lo que distanció a Núñez del presidente Raúl Alfonsín y este distanciamiento fue el motivo por el que Alfonsín rechazó la integración de Núñez como miembro de la CSJN más tarde.
Existe una biografía escrita en 1997 por su alumno Luis Marcó del Pont llamada Núñez, el hombre y su obra.

## Obras
- La culpabilidad en el Código Penal, Depalma 1946.
- Delitos contra la propiedad Omeba 1951.
- Manual de derecho penal, Lerner 1972.
- Tratado de Derecho Penal, Lerner 1976.

## Legado
En la actualidad y hasta tanto no hubiere una reforma del Código Penal, la Facultad de Derecho de la UNC en su política académica del Derecho Penal sigue la orientación científica, las obras y el trabajo del Dr. Núñez para la educación de sus alumnos, siendo el principal autor consultado. En su honor, la biblioteca de la facultad lleva su nombre.
Junto a Fernando de la Rúa y Sebastián Soler se posiciona como uno de los mayores expositores del Derecho Público de la Argentina en el siglo XX, que dio su Universidad. Su monumental obra de siete tomos, Tratado de Derecho Penal, es de las más citadas por la jurisprudencia argentina y su Manual de derecho penal es empleado en la gran mayoría de las facultades de Derecho del país.